# Hypognatha scutata
Hypognatha scutata là một loài nhện trong họ Araneidae.
Loài này thuộc chi Hypognatha. Hypognatha scutata được Josef Anton Maximilian Perty miêu tả năm 1833.